# Land-grant university

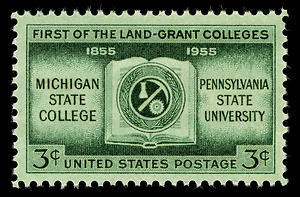
Timbre des land-grant colleges.

Les Land-grant universities (ou land-grant colleges, land-grant institutions) sont des institutions agricoles américaines financées par des fonds publics. Elles forment le réseau national dit des Land-grant, signifiant "de concession foncière"  qui réunit à la fois l'enseignement supérieur, la recherche agronomique et la vulgarisation agricole. 

## Historique
Le Congrès des États-Unis vote entre 1862 et 1914 trois actes législatifs qui permettent de constituer officiellement le réseau des Land-grant. 
En 1862, de nombreuses terres ne sont pas concédées et constituent de vastes domaines publics. Avec le vote de la loi Morill en 1862, Morill Land-Grand Act, des terres sont données à chacun des États afin qu'ils les vendent, dans le but de financer la création d'une institution d'enseignement supérieure agricole. Ces établissements sont chargés, selon les termes de la loi, de promouvoir "l'éducation libérale et pratique des classes laborieuses" à travers un enseignement agricole et "mécanique". En 1890, une deuxième loi Morill, prévoit que le gouvernement fédéral verse annuellement une dotation à chaque institution Land-grant. Cette loi crée également des universités Land-grant réservées aux citoyens noirs des États du Sud qui leur refusaient l'inscription aux universités déjà existantes.
En 1887, la loi Hatch permet de doter chaque État de fonds permettant d'entretenir des stations d'expérimentations agronomiques qui devaient être rattachées aux facultés Land-grant.
En 1914, la loi Smith-Lever institue un service de vulgarisation agricole coopératif pour diffuser les connaissances acquises dans les institutions Land-grant auprès des agriculteurs américains.